# Península gaspesiana
La Gaspesia o también Gaspésie (nombre oficial) o Gaspé es una península que forma parte de la costa sur de la río San Lorenzo, en Quebec, Canadá. Se extiende en el golfo de San Lorenzo y está separada de Nuevo Brunswick por la Baie des Chaleurs y el río Restigouche. Gaspesia también es una región turística de Quebec.
El interior es rocoso, al ser una extensión norte de las montañas Apalaches. En esta zona se llama montañas Chic-Choc. Una sección de la Internacional Apalaches viaja a lo largo de la península. Ruta 132 círculos de la península, con una rama con la costa y el corte de otras a través de la península en Sainte-Flavie. Parque Nacional Forillon se encuentra en el extremo noreste de la región de Gaspesia.
El punto más oriental de la península que se adentra en el golfo de San Lorenzo se llama Cap Gaspé. El nombre "Gaspé" puede provenir de una palabra micmac "gespeg" que significa «Fin de la tierra». Según la "Comisión de toponimia de Quebec", Gaspé puede ser una mutación de la palabra vasca "gerizpe" que significa "refugio".

## Interior de la península
La Ruta 198 conduce hacia el interior desde la costa norte de la península. Pronto sube desde nivel del mar, y entra en el bosque de la península de Gaspesia, cruzando varios ríos pequeños antes de llegar a la ciudad de Murdochville a unos 660 metros sobre el nivel del mar. Murdochville ha tenido una historia variada, y es ahora el hogar de varias de turbinas eólicas granjas, que juntas suman una de las mayores capacidades de generación eólica en el mundo. Desde Murdochville, la Ruta 198 serpentea a lo largo del río de York a la ciudad de Gaspé. En la zona interior de la península se encuentran las bellas montañas Chic-Choc, y parte de la montañas Notre Dame, que son una extensión de las montañas Apalaches.

## El sur de la costa
En las comunidades de Restigouche y Gesgapegiag hay importantes reservas y asentamientos micmac. Aún queda una remanente vigorosa pequeña comunidad próspera de habla inglesa que queda de antaño, que se encuentra en la costa de Baie des Chaleurs (Bahía Chaleur), frente a Nuevo Brunswick, en especial en las comunidades de New Richmond y New Carlisle. La gran mayoría de las personas hablan francés como primera lengua. Como un homenaje a los asentamientos lealistas de la época colonial, Duthie Point en New Richmond ha recreado un sitio Leales-theme (llamada pueblo lealista).